# Bethlehem Steel FC

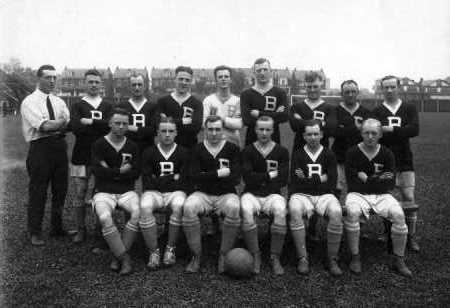
Team van 1921

Bethlehem Steel FC is een voormalig Amerikaanse voetbalclub uit Bethlehem, Pennsylvania. De club werd opgericht in 1911 en opgeheven in 1930. De thuiswedstrijden werden gespeeld in het East End Field gespeeld.
De club is opgericht als Bethlehem Football Club door een aantal arbeiders die bij de lokale staalfabriek werkten (Bethlehem Steel). De eerste wedstrijd werd gespeeld op 17 november 1907 tegen West Hudson AA. Deze wedstrijd ging verloren met 11-2. In 1915 werd de naam veranderd naar Bethlehem Steel Football Club. In 1921 werd de club opgeheven en verhuisde naar Philadelphia. De club nam daar de naam Philadelphia Field Club aan. Deze verhuizing was geen succes. Door de slechte financiële huishouding en de kleine schare fans ging de club aan jaar later terug naar Bethlehem. De oude clubnaam werd weer aangenomen.
Na een aantal jaar in de American Soccer League werd de club uit de competitie gezet nadat de club meedeed aan de National Challenge Cup. Dit toernooi was geboycot door de leiding van ASL. Nadat ze er uit waren gezet heeft het met een aantal andere teams de Eastern Soccer League opgericht. Mede door de Grote Depressie werd dit financieel geen groot succes. In de herfst van 1930 werd de club opgeheven.
In februari 1926 debuteerde de Nederlander Gerrit Visser bij Bethlehem Steel FC, wat hem hoogstwaarschijnlijk de eerste Nederlandse betaald voetballer ooit heeft gemaakt.

## Seizoenenoverzicht
| Seizoen | Divisie                     | Competitie                  | Eindresultaat                   | Play-offs                   | Challenge Cup               | American Cup         |
| ------- | --------------------------- | --------------------------- | ------------------------------- | --------------------------- | --------------------------- | -------------------- |
| 1911/12 | N/A                         | AAFBA                       | N/A                             | Finale                      | N/A                         | Niet aan deelgenomen |
| 1912/13 | N/A                         | AAFBA                       | 1e                              | Kampioen (geen play-off)    | N/A                         | Niet aan deelgenomen |
| 1913/14 | N/A                         | AAFBA                       | 1e                              | Kampioen (geen play-off)    | Derde ronde                 | Kampioen             |
| 1914/15 | N/A                         | ALAFC                       | 1e                              | Kampioen (geen play-off)    | Kampioen                    | Halve Finale         |
| 1915/16 | N/A                         | ALP                         | 2e                              | Geen play-off               | Kampioen                    | Kampioen             |
| 1916/17 | N/A                         | N/A                         | N/A                             | N/A                         | Finale                      | Kampioen             |
| 1917/18 | N/A                         | NAFBL                       | 2e                              | Geen play-off               | Kampioen                    | Kampioen             |
| 1918/19 | N/A                         | NAFBL                       | 1e                              | Kampioen (geen play-off)    | Kampioen                    | Kampioen             |
| 1919/20 | N/A                         | NAFBL                       | 1e                              | Kampioen (geen play-off)    | Kwartfinale                 | Finale               |
| 1920/21 | N/A                         | NAFBL                       | 1e                              | Kampioen (geen play-off)    | Tweede Ronde                | Halve Finale         |
| 1921/22 | Zie Philadelphia Field Club | Zie Philadelphia Field Club | Zie Philadelphia Field Club     | Zie Philadelphia Field Club | Zie Philadelphia Field Club |                      |
| 1922/23 | 1                           | ASL                         | 2e                              | Geen play-off               | Derde ronde                 | Tweede ronde         |
| 1923/24 | 1                           | ASL                         | 2e                              | Geen play-off               | Halve Finale                | Kampioen             |
| 1924/25 | 1                           | ASL                         | 22                              | Geen play-off               | Niet aan deelgenomen        | N/A                  |
| 1925/26 | 1                           | ASL                         | 4e                              | Geen play-off               | Kampioen                    | N/A                  |
| 1926/27 | 1                           | ASL                         | 1e                              | Kampioen (geen play-off)    | Halve Finale                | N/A                  |
| 1927/28 | 1                           | ASL                         | 2e (1e helft); 4e (2e helft)    | Halve Finale                | Eerste Ronde                | N/A                  |
| 1928/29 | 1                           | ASL                         | teruggetrokken na 6 wedstrijden | N/A                         | N/A                         | N/A                  |
| 1928-29 | N/A                         | ESL                         | 1e                              | Kampioen (geen play-off)    | Kwartfinale                 | N/A                  |
| 1929    | N/A                         | ESL                         | 1e                              | Kampioen (geen play-off)    | N/A                         | N/A                  |
| 1930    | 1                           | ACL (ASL)                   | 7e (Herfst)                     | Geen play-off               | Halve Finale                | N/A                  |

## Erelijst
- Divisie Kampioen

Winnaar (9): 1913, 1914, 1915, 1919, 1920, 1921, 1927, 1929, Herfst 1929
Runner up (5): 1916, 1918, 1923, 1924, 1925
- National Challenge Cup

Winnaar (5): 1915, 1916, 1918, 1919, 1926
Runner up (1): 1917
- American Cup

Winnaar (6): 1914, 1916, 1917, 1918, 1919, 1924
Runner up (1): 1920
- Lewis Cup

Winnaar (1): 1928
- Allied Amateur Cup

Winnaar (1): 1914
Runner up (1): 1912